# Bert Bates
Bert Bates (* 18. August 1907 in Walthamstow, London; † 23. April 1976 in Barnet, London) war ein britischer Filmeditor.

## Leben
Bates begann seine Tätigkeit als Editor zu Beginn der 1930er Jahre. In diesem Jahrzehnt war er sehr produktiv und arbeitete mit Regisseuren wie Monty Banks und Norman Walker zusammen.
In den 1940er Jahren nahm seine Arbeitsintensität – sehr wahrscheinlich kriegsbedingt – ab. 1949 war er für Alfred Hitchcock bei den Film Sklavin des Herzens tätig. Ab den 1950er Jahren bis 1973 war er fast ausnahmslos einmal je Jahr an einem Film beteiligt.
Ein Regisseur, mit dem Bates mehrmals kooperierte, war Guy Hamilton. 1971 waren beide an dem James-Bond-Film Diamantenfieber beteiligt, zwei Jahre später folgte Leben und sterben lassen, der zugleich Bates letzte Filmproduktion darstellte.

## Filmografie (Auswahl)
- 1949: Sklavin des Herzens (Under Capricorn)
- 1951: Der Verdammte der Inseln (Outcast of the Islands)
- 1951: Glücklich und verliebt (Happy Go Lovely)
- 1952: An einem Montag wie jeder andere (Home at Seven)
- 1953: Gefährlicher Urlaub (The Man Between)
- 1955: Voller Wunder ist das Leben (A Kid for Two Farthings)
- 1956: Anastasia
- 1956: Trapez (Trapeze)
- 1957: Die Stadt der Verlorenen (Legend of the Lost)
- 1958: Der Schlüssel (The Key)
- 1960: Die Rückkehr der glorreichen Sieben (Return of the Seven)
- 1960: Die Welt der Suzie Wong (The World of Suzie Wong)
- 1961: Lieben Sie Brahms? (Goodbye Again)
- 1961: Liebenswerte Gegner (The Best of Enemies)
- 1962: Die dritte Dimension (Le couteau dans la plaie)
- 1963: Der zweite Mann (The Running Man)
- 1964: Ein Schuß im Dunkeln (A Shot in the Dark)
- 1965: Kampf in der Villa Fiorita (The Battle of the Villa Fiorita)
- 1965: Kennwort „Schweres Wasser“ (The Heroes of Telemark)
- 1965: Der Schatten des Giganten (Cast a Giant Shadow)
- 1967: Der Kampf (The Long Duel)
- 1968: Zwischenspiel (Interlude)
- 1969: Luftschlacht um England (Battle of Britain)
- 1971: Kein Requiem für San Bastardo (A Town Called Hell)
- 1971: James Bond 007 – Diamantenfieber (Diamonds Are Forever)
- 1971: Das Licht am Ende der Welt (The Light at the Edge of the World)
- 1973: James Bond 007 – Leben und sterben lassen (Live and Let Die)